# 工农兵学员

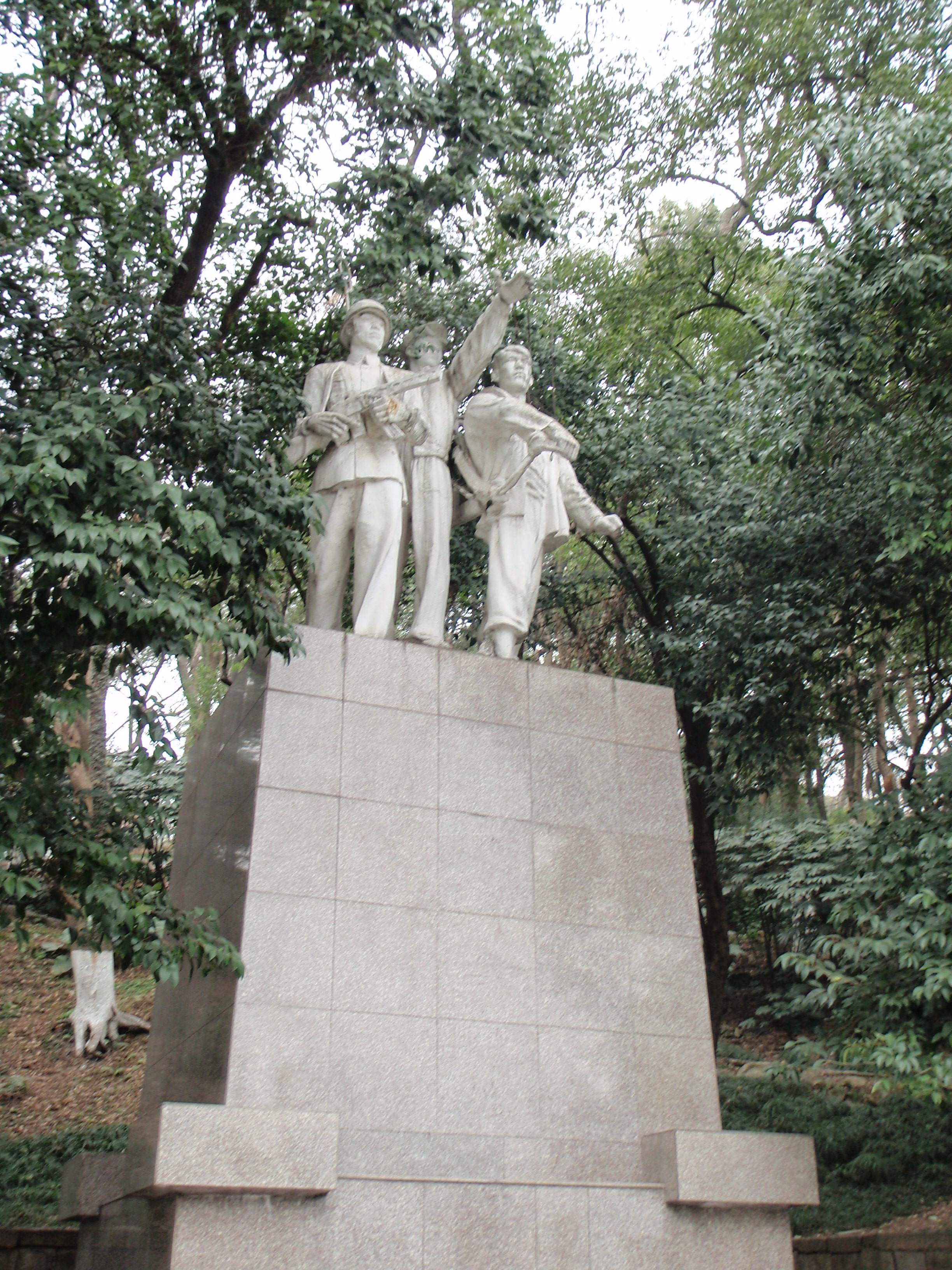
工农兵塑像

1966年文化大革命爆发后，中华人民共和国的大學入學考試—高考取消，大学停止招生；1970年起大学开始按推荐制招生，这些录取的学生後來遂称为“工农兵大学生”或“工农兵学员”。1970年到1976年间，全国共招生94万人。录取的学员包括工人、农民、解放军士兵（简称工农兵），以及一些青年干部、知青和相当比例的干部子弟，多数人只有初中甚至小学文化程度，也曾造成当时各大学的教学内容和教学秩序混乱。文化大革命结束后该制度被取消，1977年「拨乱反正」期间，高考恢复。
这期间经推荐入学的学员学历后来称作「大学普通班」，简称「大普」，学制为二至三年。虽然大学普通班学历也被承认作「普通高等学校毕业生」，不同于当时设立的学制二年以内的推荐制进修班、培训班，但它与大学专科或授予学士学位的本科有实质区别。这些学员毕业后的工资待遇比照专科毕业生，在专业职称评审中有时可充作本科学历。不过选拔干部，很多地方都有限制使用工農兵大學生的规定。1990年代，曾有学校为这批毕业生重新开具学历证明或换发毕业证书，但后来被宣告无效。

## 历史

### 试点
1968年7月21日的毛泽东《七·二一指示》指出：“大学还是要办的，我这里主要说的是理工科大学还要办，但学制要缩短，教育要革命，要无产阶级政治挂帅，走上海机床厂从工人中培养技术人员的道路。要从有实践经验的工人农民中间选拔学生，到学校学几年以后，又回到生产实践中去。” 1968年9月，为了贯彻《七·二一指示》，上海机床厂创办了“七二一工人大学”，规定学制为两年，学员毕业后仍回厂工作。
1970年6月27日，中共中央批转《北京大学、清华大学关于招生（试点）的请示报告》，决定“实行群众推荐、领导批准、学校复审相结合的办法”，从有实践经验的工农兵及上山下乡知青中招生，先在北京大学、清华大学试点。规定招收“政治思想好，身体健康，具有三年以上实践经验，年龄在20岁左右，有相当于初中以上文化程度的工人、贫下中农、解放军战士和青年干部”、“有丰富实践经验的工人、贫下中农，不受年龄和文化程度的限制”、“注意招收上山下乡和回乡知识青年”。当时，工农兵大学生的任务是：“上大学、管大学、用毛泽东思想改造大学。” 学习期满后（学制2至3年），原则上返回原单位、原地区工作，特殊需要的由国家统一分配。

### 推广
1971年全国教育工作会议通过了《全国教育工作会议纪要》，明令废除高考文化课考试，提出了“十六字”招生办法及“两个估计”，全国高等院校开始大规模招收工农兵学员。1972年春，北京大学、清华大学招生试点经验在全国高校全面推广。
1973年3月10日，中共中央作出《关于恢复邓小平同志的党的组织生活和国务院副总理的职务的决定》。邓小平复出后，经努力，1973年4月国务院批准国务院科教组《关于高等学校一九七三年招生工作的意见》，修订1971年开始实行的推荐和选拔工农兵上大学的规定，增加“文化考试”的内容。其后由于张铁生写信事件，文化考试结果作废，张铁生当时被封为“白卷英雄”、“反潮流英雄”。1973年8月10日，《人民日报》转载了张铁生的信，另加编者按语：“这封信提出了教育战线上两条路线、两种思想斗争的一个重要问题，确实发人深思。”《红旗》杂志也转载并发表评论，认为搞文化考试是“旧高考制度的复辟”、“资产阶级向无产阶级反扑”。张铁生获得“四人帮”的支持，该事件也严重阻碍了邓小平对招生制度改革的努力。
1976年9月6日，中国邮政发行了《工农兵上大学》邮票。

### 废除

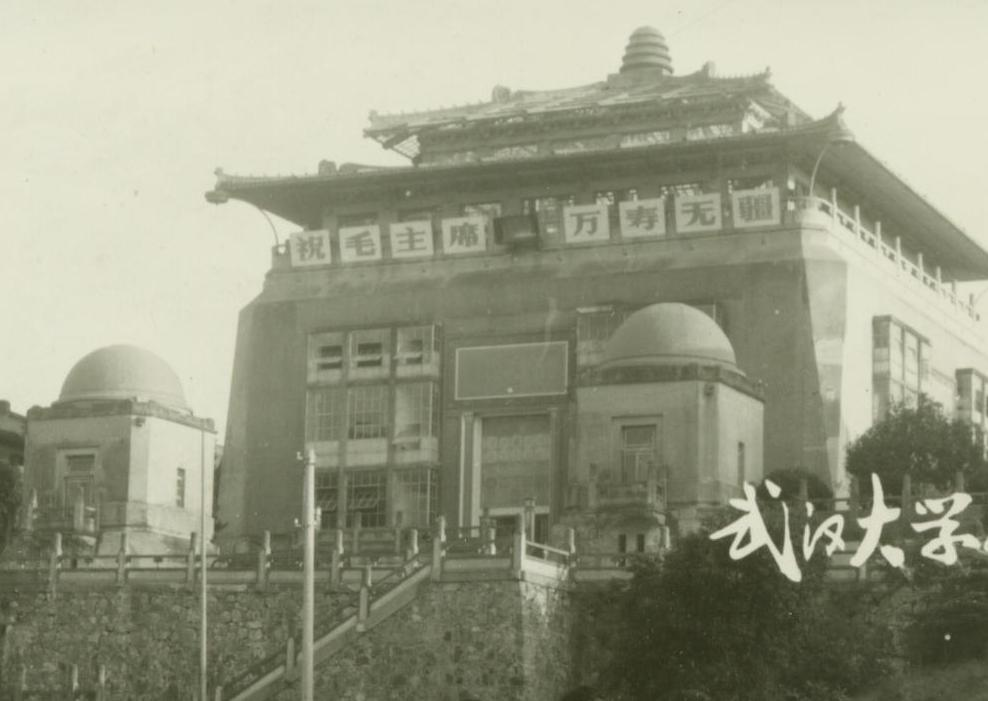
文革时期的武汉大学。文革后，武汉大学教授查全性、中国科学技术大学学者温元凯等人成为最早向邓小平倡议恢复高考的人士。

1976年10月6日，四人帮在北京被捕，文化大革命结束，工农兵学员制度也随着文化大革命的结束而消亡。1977年，邓小平在中共十届三中全会上第三次复出政坛，同年决定恢复高考。从1966年高考取消到1977年恢复高考的10年间，全国高等院校共招收94万基于推荐制的大学生。最后一届工农兵学员于1976年入学。 
1993年，中华人民共和国人事部、国家教委联合公告，对于1970-1976年进入普通高等学校的大学生，学习期满毕业时已由学校颁发了毕业证书，国家承认其学历为大学普通班毕业；该时期进入高等专科学校的则为专科毕业。

## 弊端
工農兵學員政策，後續產生一些弊端。其一，由于“领导批准”在工农兵学员的推荐和录取中具有决定性作用，为“走后门”打开了方便之门，也导致了工农兵学员中的干部子弟比例偏高。
其二，工农兵学员的任务是“上大学、管大学、用马克思主义毛泽东思想改造大学”。工农兵学员的文化基础、年龄都存在较大差别，文化程度高的是“文革”前夕毕业的高中生，低的是“文革”前初中一年级；年龄大的是四十年代中期生人，小的是五十年代初期生人。这样一群学生共为同窗，再加上“上、管、改”的特殊身份和使命，造成了学校、老师的授课困难。后来学校采取了分大班小班、快班慢班等措施分头进行教学，且不公开评价学生的学习成绩。那时基本不考试，一般是当一门课程结束时按等级考核一次，这减轻了一些同学的压力。届时课堂讲课时，老师通常避讳一言堂、满堂灌，尽量采取启发式、讨论式等教学形式，使课堂气氛较为民主、轻松。
除此之外，由于招生考试被废除，学员的文化程度差别巨大，生源质量堪忧，造成了教学秩序的混乱，降低了教学水平和质量，导致了大学教育严重的形式化、政治化。具体而言，工农兵学员的录取，文化程度只需要初中文化程度及以上即可，工人、农民中有丰富实践经验的不受年龄和文化程度的限制，意味着小学甚至半文盲也可接受。譬如，1970年，北京大学共招生2665人，其文化程度为：高中171人，初中2142人，小学79人（不包括短训班）。1971年，北京市7所院校所招学生中，高中文化程度占21%，初中占78%，高小占0.6%；武汉大学招收的新生中，文科有45名是初小程度，理科有30%是高小程度，甚至有学员连加减乘除也不认得。1972年5月8日，国务院科教组转发《北京市革命委员会科教组关于高等学校试办补习班的报告》，指出北京市11所高等学校招收的工农兵学员中，初中以上文化程度的只占20％，初中文化程度的占60％，相当于小学程度的占20％。
据当年的武汉大学教授查全性回忆：文化大革命结束后，1977年8月4日，邓小平在人民大会堂主持了召开了科学和教育工作座谈会，来自科学院系统和高等院校的33位专家学者参加，至8日结束。会上，当清华大学党委负责人谈到清华大学的新生文化素质太差，许多学生只有小学水平，还得补习中学课程时，邓小平插话说：“那就干脆叫‘清华中学’、‘清华小学’，还叫什么大学！”邓小平插话令查全性大胆直言，他痛陈“现行（推荐工农兵上大学的）招生制度的弊端首先是埋没人才，一些热爱科学、热爱文化、有前途的青年选不上来，一些不想读书、文化程度又不高的人反而占据了招生名额。”邓小平当即鼓励查全性继续说。查全性痛陈当时的招生制度有四大弊端：一是埋没了人才；二是卡了工农兵子弟；三是助长了不正之风；四是严重影响了中小学学生和教师的积极性。“今年的招生工作还没有开始，就已经有人在请客、送礼，走后门。甚至小学生都知道，如今上大学不需要学文化，只要有个好爸爸。”

## 知名人物
部分知名的工农兵学员：
- 习近平
- 王沪宁
- 赵乐际
- 蔡奇
- 王岐山
- 陈希
- 杨洁篪
- 张德江
- 李源潮
- 杨晓渡
- 许其亮
- 郭声琨
- 刘奇葆
- 张春贤
- 邓榕
- 王石
- 贾平凹
- 李银河
- 敬一丹
- 张铁生